# Pierre Jeantet
Pour les articles homonymes, voir Jeantet.
Pierre Jeantet, né le 14 mai 1947 à Neuilly-sur-Seine (Hauts-de-Seine), est un journaliste et éditeur de presse français.
Il a notamment été, de 1987 à 1990, directeur général adjoint de l'Agence France-Presse puis, de 2001 à 2006, président directeur général du quotidien Sud Ouest et enfin, pendant le second semestre de l'année 2007, président du directoire du groupe Le Monde.

## Biographie
Pierre Jeantet est le fils de Gabriel Jeantet. Il a suivi des études de sciences et économiques et de droit à l'Université Paris II Assas.
Il s'oriente vers la carrière de journaliste, en 1972, en entrant à l'Agence France-Presse. Il y gravit les échelons et y occupe successivement les fonctions de chef du service économique de 1980 à 1982, secrétaire général adjoint, en 1984, secrétaire général de 1984 à 1985, directeur commercial de 1985 à 1987, et enfin directeur-général adjoint, de 1987-1990. Par ailleurs, de 1989 à 1991, il occupe les fonctions de président directeur général d'Intermonde Presse[réf. nécessaire].
En 1990, il quitte l'AFP pour entrer au service du groupe Expansion, où il exerce, jusqu'en 1993, les fonctions de directeur général de la filiale Eurexpansion. 

### Sud-Ouest
La carrière de Pierre Jeantet se poursuit, pendant une douzaine d'années, au service du Groupe Sud Ouest. Il devient d'abord, de 1993 à 2001, directeur général du quotidien Sud Ouest, avant de devenir, en 2001, président-directeur général du groupe.

### Le Monde
L'année 2006 marque un tournant dans sa carrière de journaliste et gestionnaire de presse puisque, à la demande de Jean-Marie Colombani, président du directoire du Monde, et Alain Minc, président du conseil de surveillance de La Vie-Le Monde, Pierre Jeantet est nommé, en juin 2006, directeur général du Monde, devenant, dans les faits, l'adjoint de Jean-Marie Colombani. 
Lorsqu'intervient, à la fin du mois de mai 2007, la crise qui conduit trois sociétés de membres du personnel à rejeter la candidature de Jean-Marie Colombani à un nouveau mandat à la tête du groupe La Vie-Le Monde, un consensus se dessine pour accepter que Pierre Jeantet lui succède, au sein d'un triumvirat dirigeant nommé le 2 juillet :
- Pierre Jeantet est nommé président du directoire,
- Bruno Patino assure les fonctions de vice-président,
- Éric Fottorino prend les rênes de la direction du quotidien.

Le 29 juin, la société des rédacteurs du Monde (SRM), qui dispose d'un droit de veto en matière de nominations, avait approuvé, par 61,7 % des voix, le principe d'un triumvirat dirigé par Pierre Jeantet. Des votes favorables parallèles interviennent également auprès des journalistes des Presses de La Vie catholique et du Midi libre, mais les cadres et employés du Monde qui avaient voté en faveur de la candidature de Jean-Marie Colombani, restent sur la réserve. 
Le 19 décembre 2007, il a démissionné de son poste, ainsi que Bruno Patino et Éric Fottorino, à la suite de désaccords portant sur la gouvernance et la stratégie de développement avec la Société des rédacteurs du Monde, actionnaire de référence du groupe. Il a été remplacé par le directeur de la rédaction du Monde, Éric Fottorino, le 25 janvier 2008.

### Autres fonctions
Parallèlement à ses fonctions les plus connues (au sein de l'Agence France-Presse, puis des journaux Sud Ouest et Le Monde), Pierre Jeantet a également été administrateur dans divers groupes et coopératives de presse en France comme à l'étranger : Agefi, Economia, Sunday Business Post, L'Écho de la Bourse… . Il est ainsi vice-président du Syndicat de la presse quotidienne régionale (SPQR) depuis 2001 et président du Conseil de surveillance de Pyrénées Presse depuis 2002, de la Charente libre depuis 2003 et de la Société des Gratuits de Guyenne et Gascogne depuis 2004
. Depuis 1984, Pierre Jeantet préside le conseil d’administration de l’Hôpital Léon Bérard à Hyères.

### Vie privée
Petit-fils du poète Félix Jeantet et fils de l'éditeur d'extrême-droite Gabriel Jeantet, Pierre Jeantet est marié et père de trois enfants et il a trois petites filles.
Il est chevalier de la Légion d'honneur et de l'ordre national du Mérite.